# 1223 Neckar
Az 1223 Neckar (ideiglenes jelöléssel 1931 TG) a Naprendszer kisbolygóövében található aszteroida. Karl Wilhelm Reinmuth fedezte fel 1931. október 6-án, Heidelbergben.